# Mesut Özil
Mesut Özil (pron. tedesca: [ˈmeːzut ˈøːzil]; turca: [meˈsut œˈzil]; Gelsenkirchen, 15 ottobre 1988) è un ex calciatore tedesco di origini turche, di ruolo centrocampista.
È diventato campione del mondo nel 2014 con la nazionale tedesca.
Considerato uno dei migliori centrocampisti della sua generazione, è cresciuto nello Schalke 04, con il quale ha esordito da professionista. Successivamente ha vestito le maglie di Werder Brema, Real Madrid, Arsenal, Fenerbahçe e İstanbul Başakşehir, vincendo complessivamente dodici titoli. Con la nazionale tedesca, con cui ha esordito nel 2009 e dalla quale si è ritirato nel 2018, ha vinto un campionato mondiale nel 2014. Vanta anche un campionato europeo con la nazionale under-21 nel 2009.

## Biografia
È turco-tedesco di terza generazione. Il padre di Özil arrivò a Gelsenkirchen negli anni sessanta come figlio di un lavoratore ospite turco di Devrek, sulla costa turca del Mar Nero, motivo per cui Özil aveva la cittadinanza turca. Vi ha rinunciato alla fine del 2007 per essere naturalizzato tedesco. Musulmano praticante, parla quattro lingue: tedesco, turco, spagnolo e inglese. Il padre gestiva una locanda a Gelsenkirchen. Dal 2011 all'autunno 2013, il padre Mustafa è stato il suo agente: in precedenza il suo agente era Reza Fazeli. Inoltre, il padre seguiva tutte le sue partite a Essen, caldeggiando il suo trasferimento allo Schalke 04 e portandolo al Werder Brema. Dal suo passaggio all'Arsenal, il padre non è più il suo procuratore: la Özil Marketing del fratello, Mutlu, si è infatti separata dalla società del padre, la Özil International Sport Management.
Due statue di cera ritraggono Özil e Cristiano Ronaldo (con le maglie delle rispettive nazionali) alla porta di Brandeburgo, presso Berlino.
Nel dicembre 2019 si è espresso pubblicamente contro la persecuzione dell'etnia turcofona uigura portata avanti dalle autorità cinesi nella regione nord-occidentale dello Xinjiang, criticando la comunità islamica internazionale responsabile di non prendere posizione in loro difesa. Quale ritorsione per le sue dichiarazioni, l'emittente pubblica cinese CCTV ha cancellato la trasmissione della partita Arsenal-Manchester City del 15 dicembre 2019 e NetEase, società che distribuisce il videogame Konami Pro Evolution Soccer (PES) 2020, ha annunciato che il suo personaggio è stato escluso dall'edizione cinese.
Nell'aprile 2024, tramite una fotografia postata su Twitter in cui si vede lo stesso Özil indossare una maglia della Juventus con il suo nome ed il numero 10, ha espresso il suo rammarico per non aver avuto l'occasione, durante la sua carriera, di vestire la maglia della squadra italiana.

## Caratteristiche tecniche
Era un trequartista, ma poteva giocare anche come esterno destro o sinistro. Rapidissimo palla al piede, dotato di grandi qualità tecniche, eleganza e un ottimo dribbling, Özil faceva dell'ottima visione di gioco e del passaggio smarcante la sua arma in più. Discreto fisico, aveva un ottimo mancino con cui provava spesso il tiro dalla distanza.
Sul suo stile di gioco, Özil ha affermato: «La mia tecnica e il sentimento per il calcio provengono dal lato turco, invece, la mia disciplina, l'atteggiamento e il mettere la testa su cosa fare vengono dalla parte tedesca».

## Carriera

### Club

#### Esordi e Schalke 04
Özil ha iniziato a giocare nel Westfalia 04 Gelsenkirchen. Dopo alcune stagioni in altre squadre minori di Gelsenkirchen, nel 2000 si è trasferito nelle giovanili del Rot-Weiss Essen, dove è rimasto per cinque anni.
Nel 2005 è passato allo Schalke 04, con cui ha debuttato come professionista nel 2006, a 17 anni, in Coppa di Lega grazie alla squalifica di Lincoln, che gli ha permesso di disputare le partite contro Bayer Leverkusen e Bayern Monaco nel ruolo di seconda punta. Il 21 agosto viene aggregato nella squadra Under-19, dove esordisce con gol nella partita contro l'Alhen. Il 19 novembre realizza una tripletta nella partita vinta contro il Wattenscheid per 7-2. Il 4 dicembre segna 2 gol contro il Paderborn vinta dallo Schalke 04 3-1. Il 4 giugno 2006 vince la finale Under-19 contro il Bayern Monaco per 2-1. Conclude la stagione con 30 partite e 14 gol.
Il 12 agosto 2006 ha esordito in Bundesliga contro l'Eintracht Francoforte. Nella prima stagione da professionista ha disputato 19 partite in campionato. Il 20 agosto esordisce con lo Schalke Under-19 nella partita contro i pari categoria del Wattenscheid, vinta per 2-0. Una settimana dopo sigla la sua prima rete nel match contro il Bielefeld vinta dallo Schalke 04. Il secondo gol arriva il 24 settembre contro il Borussia Dortmund Under-19 pareggiata 1-1.

#### Werder Brema

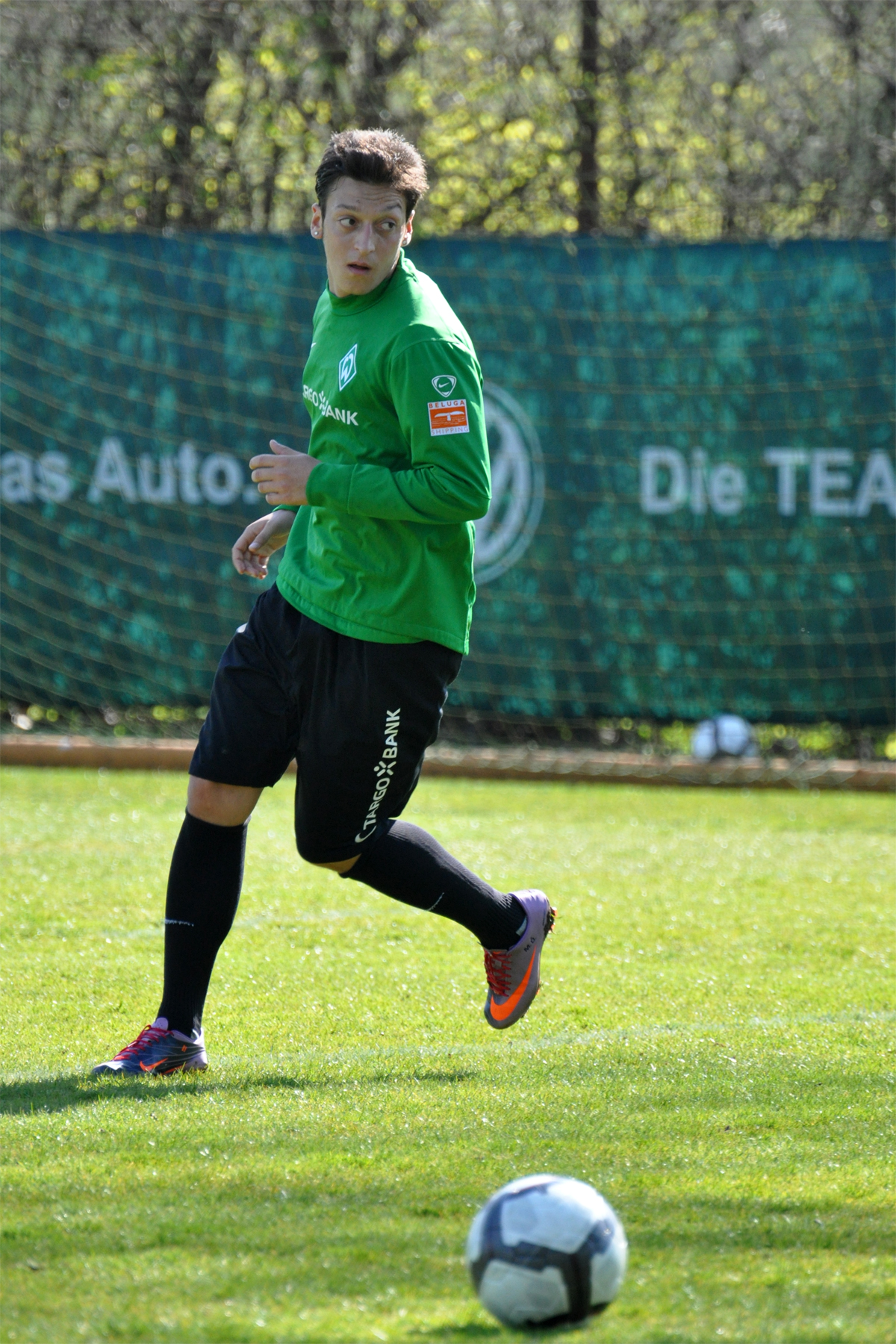
Özil in allenamento con il Werder Brema nel 2010

Il 31 gennaio 2008 è stato ingaggiato dal Werder Brema, firmando un contratto fino al 30 giugno 2011. Il 28 aprile 2008 ha realizzato la prima rete personale in campionato contro il Karlsruhe.
La seconda stagione inizia il 16 agosto 2008 nella partita contro Arminia Bielefeld pareggiata 2-2. Alla quinta giornata arriva il suo primo gol in Campionato contro il Bayern Monaco dove il Werder Brema espugna l'Allianz Arena con una vittoria per 5-2, nella stessa partita realizza due assist per Rosemberg e per Naldo su punizione. Il 27 settembre realizza una doppietta, la prima in carriera, nella partita vinta 5-4 contro la sorprendente neo promossa squadra dell'Hoffenheim. Il 9 dicembre con 2 assist contribuisce alla vittoria per 2-1 contro l'Inter, ultima partita dei gironi di UEFA Champions League, ma pur vincendo il Werder esce dalla competizione da terza classificata qualificandosi così ai sedicesimi di finale di Coppa UEFA dove affronta il Milan pareggiando tutte e due le partite ma riuscendo comunque a passare il turno in virtù dei gol segnati fuori casa. Non segna nessun gol in Coppa UEFA ma si rende protagonista nei quarti di finale contro l'Udinese dove il 9 aprile nella gara di andata fornisce 2 assist che permette alla sua squadra di vincere per 3-1 (3-3 ritorno). Il 20 maggio perde la finale giocata a Istanbul contro lo Shakhtar Donetsk per 2-1 dopo i tempi supplementari. Il 30 maggio 2009 a Berlino, nella finale di Coppa di Germania, su assist di Diego, ha segnato il gol decisivo contro il Bayer Leverkusen, regalando così la vittoria alla squadra di Brema.
Nella stagione 2009-2010 ha avuto l'occasione di giocare con continuità realizzando 9 reti in 31 presenze, portando la sua squadra al terzo posto in campionato. Il primo gol arriva alla prima partita di Bundesliga contro il Francoforte persa 3-2. Una settimana dopo il 15 agosto contro il Bayern Monaco segna un gol che permette al Werder di pareggiare 1-1. Decide la sfida di fine agosto contro l'Hertha Berlino finita 3-2 con un gol e un assist. L'8 novembre arriva a quota 5 gol con la rete realizzata nella partita pareggiata 1-1 contro il Borussia Dortmund. La seguente partita vede il Werder affrontare il Friburgo, la partita viene vinta per 6-0 e Özil realizza 1 gol e ben 4 assist. Dopo una serie negativa di 5 sconfitte, il Werder Brema si riprende grazie anche alle sue prestazioni, come quella contro lo Schalke 04 dove realizza un gol e serve un assist per il 2-0 finale. Al termine della stagione viene convocato dalla nazionale tedesca per il Mondiale in Sudafrica.

#### Real Madrid

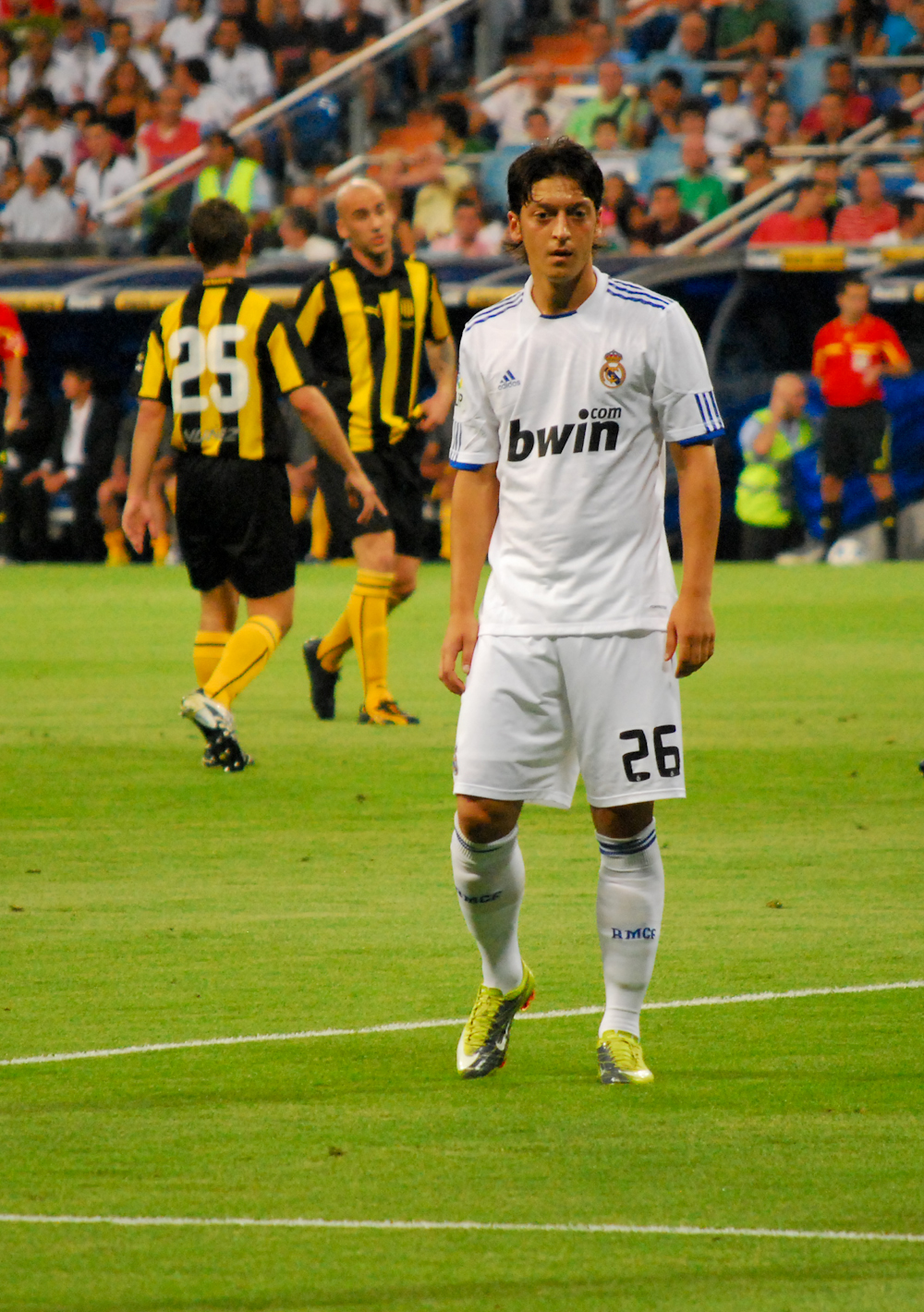
Özil con la maglia del Real Madrid nel 2010

Il 17 agosto 2010 viene ufficializzato il suo passaggio al Real Madrid per 15 milioni di euro.
Esordisce con il Real Madrid nell'agosto 2010, nella prima giornata di campionato contro il Maiorca, subentrando al 62º minuto nella partita conclusasi con un pareggio a porte inviolate. La seconda partita, che per Özil è anche l'esordio al Santiago Bernabéu, lo vede già titolare contro l'Osasuna, in una gara vinta 1-0. Segna la sua prima rete con la "camiseta blanca" il 3 ottobre 2010, in una gara di campionato giocata contro il Deportivo La Coruña e vinta per 6-1. Il 19 ottobre 2010 mette a segno la prima marcatura della carriera in Champions League: a farne le spese è il Milan, battuto dalle Merengues per 2-0. Özil va a segno anche nel derby di Madrid, contribuendo al successo per 2-0 ottenuto contro l'Atlético Madrid. Il 13 gennaio 2011 decide con un gol e un assist anche la sfida contro l'Atletico Madrid valida per i quarti di finale della Coppa del Re, vinta in casa dal real per 3-1. Il 20 aprile Özil gioca da titolare la finale di Coppa del Re vinta 1-0 contro il Barcellona dopo i tempi supplementari. Conclude la stagione con 53 partite, 10 gol e ben 27 assist, record stagionale in Europa.

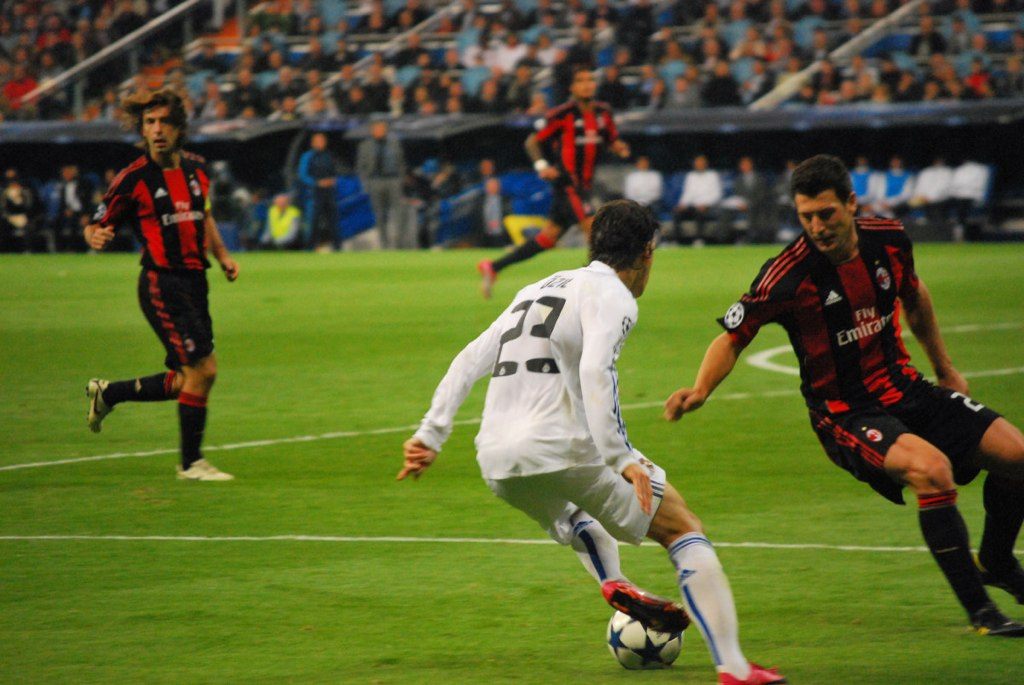
Özil in azione con il Real Madrid in una gara della UEFA Champions League 2010-2011 contro il

Nella seconda stagione sceglie di indossare la maglia numero 10. Nella gara di andata della finale di Supercoppa di Spagna, giocata il 14 agosto 2011 contro il Barcellona, realizza la rete del momentaneo 1-0 (2-2 il risultato finale). Nella gara di ritorno gioca da titolare, ma è il Barcellona a vincere per 3-2 e ad aggiudicarsi il trofeo. Nella partita della fase a gironi di UEFA Champions League vinta 6-2 contro la Dinamo Zagabria, segna il suo secondo gol in stagione e fornisce un assist. Il 7 gennaio 2012 nella sfida contro il Granada giocata al Bernabéu si rende protagonista realizzando 3 assist su 5 gol segnati dal Real Madrid, che vince la partita per 5-1: il primo lo fa per Karim Benzema, il secondo per Sergio Ramos e il terzo ancora per Benzema. Il 20 gennaio segna la sua prima rete in stagione in Liga, nella partita vinta 3-0 dal Real Madrid contro l'Athletic Bilbao. Il 17 aprile 2012 in occasione della semifinale di UEFA Champions League persa per 2-1 contro il Bayern Monaco tocca quota 100 presenze totali con i Blancos; nella stessa partita realizza il momentaneo gol dell'1-1 su assist di Cristiano Ronaldo. Nella partita del 2 maggio contro l'Athletic Bilbao vince il campionato. Nell'ultima giornata di Liga, con il Real già laureatosi campione, realizza 2 gol ai danni del Maiorca. Conclude la sua seconda stagione con 52 partite 7 gol e 29 assist.
Inizia la stagione vincendo la Supercoppa di Spagna 2012 nella doppia sfida contro il Barcellona. L'8 dicembre 2012 segna una doppietta che, insieme a una rete di Karim Benzema, favorisce la vittoria in rimonta per 3-2 contro il Valladolid. Conclude la stagione con 52 partite e 10 gol.

#### Arsenal

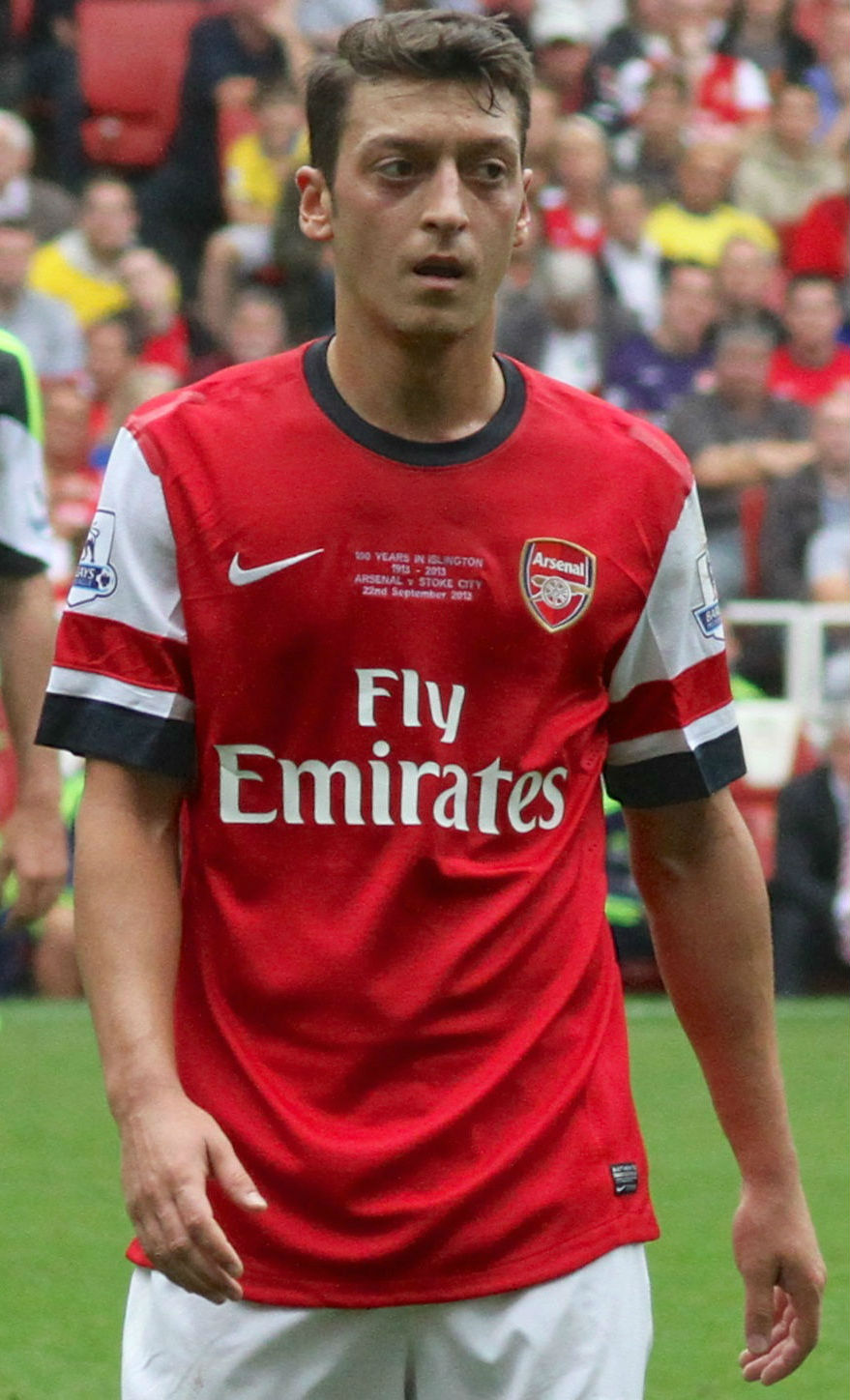
Özil con la maglia dell'Arsenal nel 2013

Il 2 settembre 2013 viene annunciato il suo trasferimento all'Arsenal, per 42,5 milioni di sterline (circa 50 milioni di euro), diventando l'acquisto più costoso della storia del club londinese. Il giocatore firma un contratto fino al 2018 e sceglie di indossare la maglia numero 11. Il primo gol arriva in occasione della partita di UEFA Champions League contro il Napoli di Rafa Benitez, vinta per 2-0 grazie al suo gol e a quello di Olivier Giroud. Il 19 ottobre 2013 successivo segna la sua prima doppietta in Premier League e con la maglia dell'Arsenal nella partita vinta 4-1 contro il Norwich City. Il 26 novembre 2013 nella partita di UEFA Champions League contro l'Olympique Marsiglia, vinta per 2-0, sbaglia un rigore sul punteggio di 1-0, ma serve un assist per il secondo gol di Jack Wilshere. Torna al gol in Premier League nella partita contro l'Hull City, vinta per 2-0, e bissa la marcatura nella giornata successiva contro l'Everton, nella partita finita 1-1. Il 4 gennaio 2014 esordisce in FA Cup entrando al 74º minuto durante la partita casalinga vinta per 2-0 contro il Tottenham Hotspur. Il 19 febbraio 2014 risulta decisivo in negativo negli ottavi di finale di UEFA Champions League, sbagliando un rigore (il suo secondo consecutivo nel torneo) contro il suo ex compagno di squadra Manuel Neuer, nella sfida persa 2-0 in casa contro il Bayern Monaco. Chiude la sua prima stagione con 7 gol in 40 partite e con la conquista della FA Cup.
Nella stagione 2014-2015 esordisce in Premier League nel pareggio per 2-2 contro l'Everton. Nel mese di ottobre subisce un infortunio al ginocchio sinistro che lo tiene fuori dai campi fino a gennaio. Nella semifinale di FA Cup contribuisce con due assist alla vittoria per 2-1 contro il Reading, che vale l'accesso alla finale. Con la vittoria per 4-0 contro l'Aston Villa, Özil conquista la sua seconda FA Cup. Chiude la stagione con 32 presenze, 9 gol e 5 assist. Nella stagione 2015-2016 fa il suo debutto in Premier League nella sconfitta per 2-0 contro il West Ham. In questa stagione stabilisce il record di gare consecutive in Premier League con almeno un assist (sette). Conclude la stagione con 45 presenze, 8 gol e addirittura 20 assist in tutte le competizioni, di cui 19 in Premier League. Nella stagione 2016-2017 disputa una prima parte di stagione di alto livello, venendo nominato anche miglior giocatore della Premier League di ottobre, prima di subire un calo di prestazioni. A fine stagione può festeggiare la terza FA Cup della sua esperienza all'Arsenal. Chiude l'annata con 44 presenze, 12 gol e 13 assist.

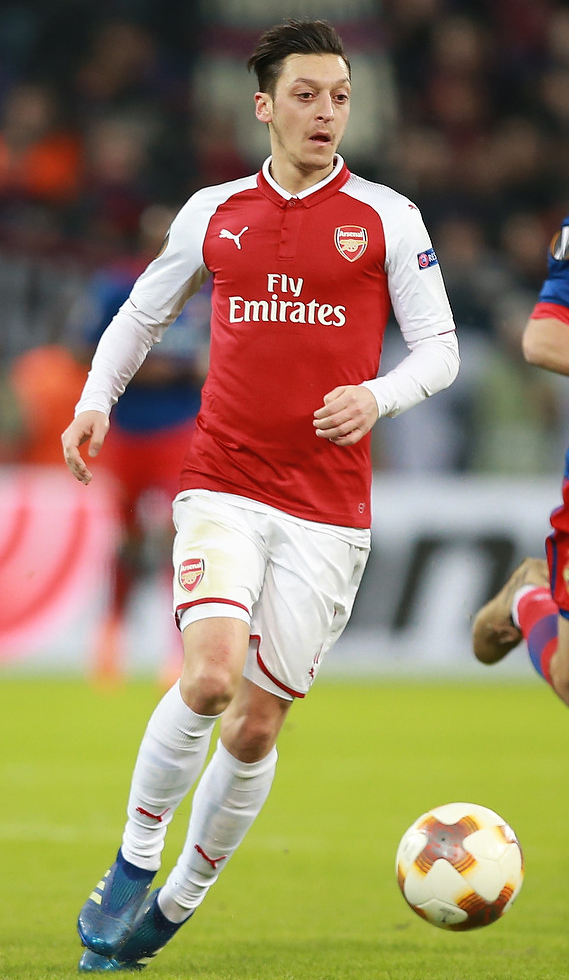
Özil in azione con l'Arsenal durante una gara di UEFA Europa League 2017-2018 contro il

Inizia la stagione 2017-2018 con il contratto in scadenza nel giugno successivo. Il 31 gennaio firma un ricco rinnovo fino al 2021, diventando il giocatore più pagato nella storia del club. L'11 marzo 2018 diventa il giocatore più veloce nella storia della Premier League a raggiungere la quota di 50 assist (in 141 partite). Nella gara di UEFA Europa League contro il CSKA Mosca realizza tre assist. Tuttavia la stagione è condizionata da diversi infortuni, e a fine anno colleziona 35 presenze in tutte le competizioni.
All'inizio della stagione 2018-2019 torna a vestire la maglia numero 10 dopo la partenza di Wilshere, venendo inoltre nominato vice-capitano del club. Il 4 ottobre 2018, subentrando al compagno di squadra Emile Smith Rowe nel match di UEFA Europa League contro gli azeri del Qarabağ, Özil timbra la sua centesima presenza in competizioni ufficiali europee. La sua stagione è deludente, per via di alcuni problemi fisici e di dissidi con il tecnico Unai Emery. A fine annata le presenze sono 35, con 6 gol e 4 assist. Nella stagione 2019-2020 Özil colleziona solo 23 presenze e un gol, non partecipando alla vittoriosa finale della FA Cup.
Nella stagione 2020-2021 finisce definitivamente ai margini dell'Arsenal, e viene escluso sia dalla lista dei giocatori disponibili per l'Europa League che da quella per la Premier League.

#### Fenerbahçe, İstanbul Başakşehir e ritiro
Il 24 gennaio 2021, dopo 7 anni all'Arsenal, viene annunciato come nuovo giocatore del Fenerbahçe. Nel marzo 2022, a sua insaputa, a causa di problemi continui con l'allenatore Ismail Kartal, viene messo fuori rosa e così il 13 luglio dello stesso anno risolve il contratto con la società turca.
Sempre il 13 luglio firma un contratto di un anno più opzione per un'ulteriore stagione con l'İstanbul Başakşehir.
Il 22 marzo 2023 tramite i propri canali social annuncia il suo ritiro dal calcio giocato a causa dei persistenti problemi fisici.

### Nazionale

#### Nazionali giovanili
Özil ha esordito con la selezione tedesca Under-19 nel 2006 contro i pari età dell'Austria.
Nel 2007 partecipa agli Europei Under-19. Gioca la sua prima partita il 16 luglio contro la Russia Under-19, dove realizza un gol e un assist, la partita viene vinta dalla Germania 3-0. Segna anche nella seconda partita contro la Francia, ma la partita si conclude con un pareggio per 1-1. Dopo aver battuto pure la Serbia per 3-2 la Germania viene sconfitta in semifinale dalla Grecia Under-19 per 3-2. Conclude il suo Europeo con 4 partite (tutte da titolare), 2 gol, 1 assist e un'ammonizione.
All'età di 18 anni Özil è stato convocato nella nazionale Under-21 tedesca, con cui ha esordito il 7 settembre 2007 contro l'Irlanda del Nord, segnando una rete. Il 16 ottobre 2007 segna una gol contro la Moldavia Under-21 partita vinta 6-0 valida per la qualificazione agli Europei Under-21 nel 2009. Va in rete anche contro il Lussemburgo Under-21 il 25 marzo 2008 e realizza anche 2 assist.
Nel 2009 partecipa all'Europeo Under-21, dove debutta il 15 giugno contro la Spagna Under-21 finita 0-0. La seconda partita la Germania affronta la Finlandia Under-21 dove con i suoi 2 assist i Tedeschi vincono per 2-0, in questa partita riceve un cartellino giallo. Gioca da titolare anche l'ultima partita contro l'Inghilterra pareggiata 1-1. Qualificato in semifinale gioca contro l'Italia Under-21 battendola 1-0 qualificandosi in finale dove il 29 giugno 2009 ha vinto l'Europeo in Svezia, battendo l'Inghilterra 4-0, partita nella quale Özil ha realizzato la rete del 2-0. A fine torneo viene inserito nella formazione dei migliori 11 della competizione.

#### Nazionale maggiore

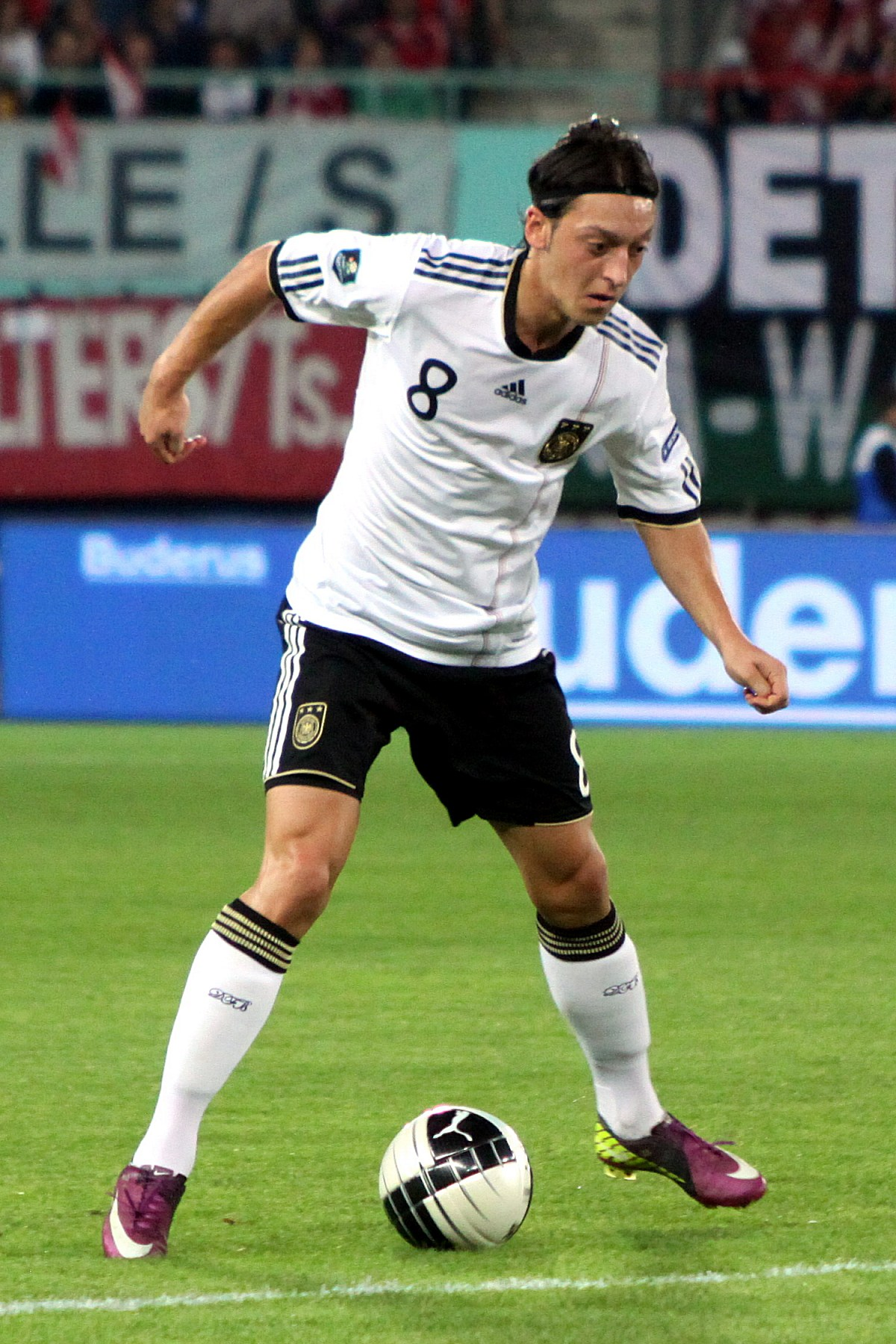
Özil con la maglia della nazionale tedesca nel 2011

Nonostante l'interesse manifestato dalla nazionale turca, in particolare dal CT Fatih Terim, Özil ha scelto di vestire la maglia della nazionale maggiore tedesca, con cui ha esordito l'11 febbraio 2009 in amichevole contro la Norvegia. Il 6 settembre 2009 ha segnato il suo primo gol con la nazionale maggiore nell'amichevole contro il Sudafrica.
Viene selezionato dal CT Joachim Löw per partecipare al Mondiale 2010 in Sudafrica; nella partita d'esordio contro l'Australia realizza l'assist per il gol del 4-0 di Cacau, mentre nella terza, contro il Ghana, sigla l'unica rete consentendo alla sua squadra il passaggio del turno. Nella partita seguente, contro l'Inghilterra, fornisce l'assist decisivo per il quarto gol, quello di Thomas Müller; nei quarti è ancora decisivo con l'assist per il secondo (di Miroslav Klose) dei quattro gol con cui i tedeschi superano l'Argentina. La Germania viene poi eliminata in semifinale dalla Spagna; conquisterà il terzo posto battendo 3-2 l'Uruguay.
L'8 ottobre 2010 segna il suo terzo gol contro la Turchia (3-0). Nella partita valida per la qualificazione agli Europei 2012 contro l'Austria realizza la sua prima doppietta in Nazionale nel 6-2 finale.
Viene convocato per gli Europei 2012 in Polonia e Ucraina, dove veste la maglia numero 8. Debutta nella partita contro il Portogallo vinta 1-0 con il gol di Mario Gómez. Nella semifinale contro l'Italia segna il rigore che fissa il punteggio sul definitivo 2-1 per gli Azzurri.

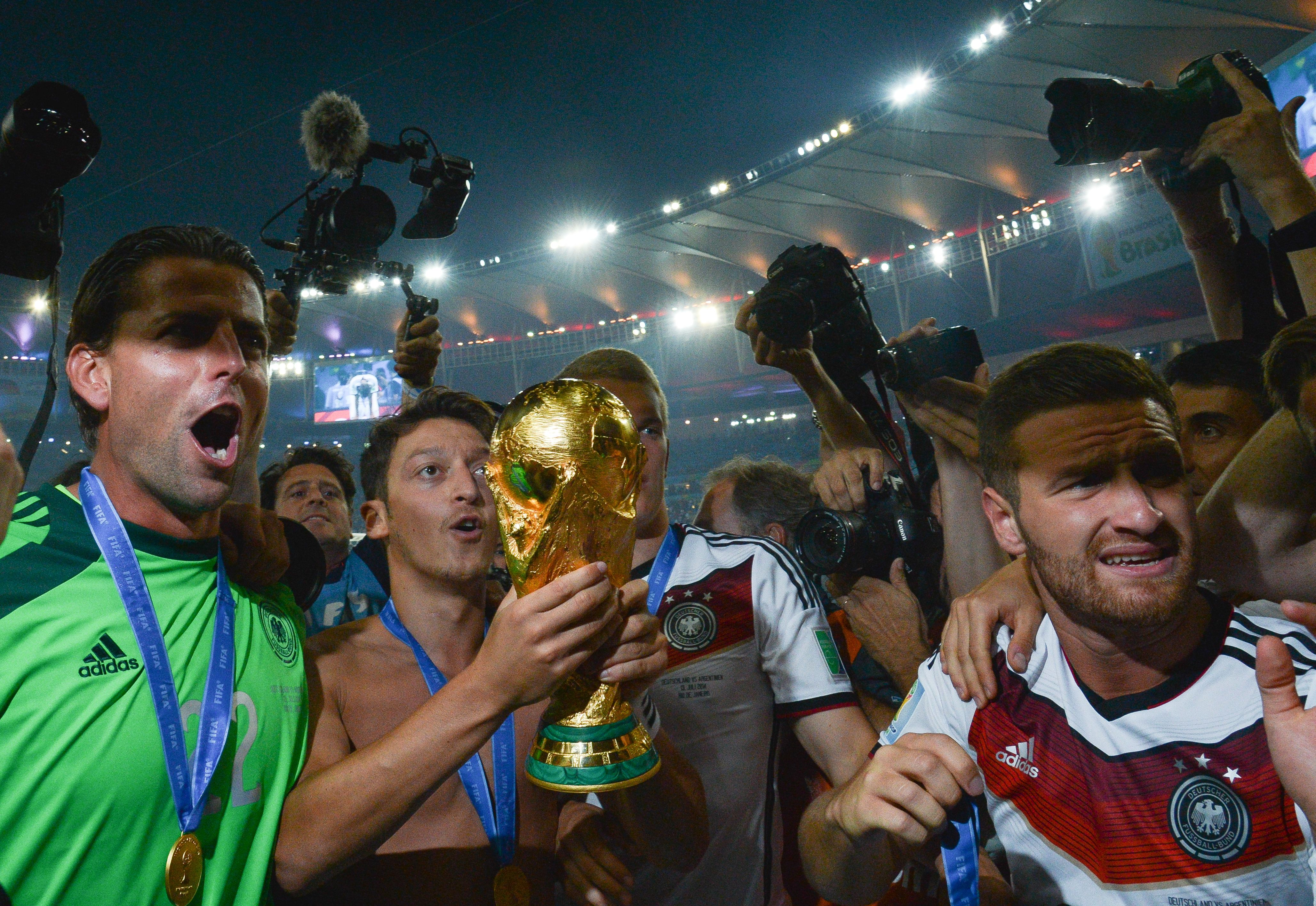
Özil stringe la Coppa del Mondo vinta nel 2014

Convocato per i Mondiali 2014, fa il suo esordio nella prima partita contro il Portogallo vinta per 4-0. Agli ottavi di finale contro l'Algeria segna la rete del 2-0 nei tempi supplementari, nella partita che regala ai tedeschi l'accesso ai quarti con il punteggio di 2-1. Il 13 luglio 2014 si laurea campione del mondo dopo la vittoria in finale sull'Argentina per 1-0, ottenuta grazie al goal decisivo di Götze durante i tempi supplementari.
Rientra nella lista dei convocati per gli Europei 2016 in Francia, in cui esordisce il 12 giugno in Germania-Ucraina. Il 26 giugno nella partita degli ottavi di finale contro la Slovacchia sbaglia un rigore sull'1-0, ma non inciderà sul risultato finale (3-0 per i tedeschi e qualificazione ottenuta senza problemi). Il 2 luglio realizza il gol del momentaneo vantaggio nella partita vinta contro l'Italia ai calci di rigore, nella quale i 120 minuti si erano conclusi sull'1-1. Ai tiri di rigore calcia per terzo e colpisce il palo.
Convocato per il Mondiale 2018 in Russia, Özil diventa il principale capro espiatorio dei tifosi tedeschi in seguito alla sorprendente eliminazione della Germania, arrivata già durante la fase a gironi. Il 22 luglio seguente annuncia il suo ritiro dalla Nazionale a causa delle pesanti critiche da lui subite, accompagnate anche da insulti razzisti da parte della tifoseria: come sostenuto da lui stesso, sarebbe stato criticato anche a causa di un incontro privato avvenuto nel maggio precedente tra lui, il collega İlkay Gündoğan e il presidente turco Recep Erdoğan, incontro privo di appoggio politico ma comunque malvisto dai tedeschi.

## Statistiche

### Presenze e reti nei club
| Stagione            | Squadra             | Campionato          | Campionato | Campionato | Coppe nazionali | Coppe nazionali | Coppe nazionali | Coppe continentali | Coppe continentali | Coppe continentali | Altre coppe | Altre coppe | Altre coppe | Totale | Totale |
| Stagione            | Squadra             | Comp                | Pres       | Reti       | Comp            | Pres            | Reti            | Comp               | Pres               | Reti               | Comp        | Pres        | Reti        | Pres   | Reti   |
| ------------------- | ------------------- | ------------------- | ---------- | ---------- | --------------- | --------------- | --------------- | ------------------ | ------------------ | ------------------ | ----------- | ----------- | ----------- | ------ | ------ |
| 2005-2006           | Schalke 04 II       | OL                  | 1          | 0          |                 | -               | -               |                    | -                  | -                  | -           | -           | -           | 1      | 0      |
| 2006-2007           | Schalke 04          | BL                  | 19         | 0          | CG+CdL          | 1+2             | 0               | CU                 | 1                  | 0                  | -           | -           | -           | 23     | 0      |
| 2007-gen. 2008      | Schalke 04          | BL                  | 11         | 0          | CG              | 1               | 1               | UCL                | 4                  | 0                  | -           | -           | -           | 16     | 1      |
| Totale Schalke 04   | Totale Schalke 04   | Totale Schalke 04   | 30         | 0          |                 | 4               | 1               |                    | 5                  | 0                  |             | -           | -           | 39     | 1      |
| gen.-giu. 2008      | Werder Brema        | BL                  | 12         | 1          | CG              | -               | -               | CU                 | 2                  | 0                  | -           | -           | -           | 14     | 1      |
| 2008-2009           | Werder Brema        | BL                  | 28         | 3          | CG              | 5               | 2               | UCL+CU             | 6+8                | 0                  | -           | -           | -           | 47     | 5      |
| 2009-2010           | Werder Brema        | BL                  | 31         | 9          | CG              | 5               | 0               | UEL                | 10                 | 1                  |             | -           | -           | 46     | 10     |
| ago. 2010           | Werder Brema        | BL                  | -          | -          | CG              | 1               | 0               | UCL                | -                  | -                  | -           | -           | -           | 1      | 0      |
| Totale Werder Brema | Totale Werder Brema | Totale Werder Brema | 71         | 13         |                 | 11              | 2               |                    | 26                 | 1                  |             | 0           | 0           | 108    | 16     |
| 2010-2011           | Real Madrid         | PD                  | 36         | 6          | CR              | 6               | 3               | UCL                | 11                 | 1                  | -           | -           | -           | 53     | 10     |
| 2011-2012           | Real Madrid         | PD                  | 35         | 4          | CR              | 5               | 0               | UCL                | 10                 | 2                  | SS          | 2           | 1           | 52     | 7      |
| 2012-2013           | Real Madrid         | PD                  | 32         | 9          | CR              | 8               | 0               | UCL                | 10                 | 1                  | SS          | 2           | 0           | 52     | 10     |
| ago. 2013           | Real Madrid         | PD                  | 2          | 0          | CR              | -               | -               | UCL                | -                  | -                  | -           | -           | -           | 2      | 0      |
| Totale Real Madrid  | Totale Real Madrid  | Totale Real Madrid  | 105        | 19         |                 | 19              | 3               |                    | 31                 | 4                  |             | 4           | 1           | 159    | 27     |
| 2013-2014           | Arsenal             | PL                  | 26         | 5          | FACup+CdL       | 5+1             | 1+0             | UCL                | 8                  | 1                  | -           | -           | -           | 40     | 7      |
| 2014-2015           | Arsenal             | PL                  | 22         | 4          | FACup+CdL       | 5+0             | 1               | UCL                | 5                  | 0                  | CS          | 0           | 0           | 32     | 5      |
| 2015-2016           | Arsenal             | PL                  | 35         | 6          | FACup+CdL       | 1+0             | 0               | UCL                | 8                  | 2                  | CS          | 1           | 0           | 45     | 8      |
| 2016-2017           | Arsenal             | PL                  | 33         | 8          | FACup+CdL       | 3+0             | 0               | UCL                | 8                  | 4                  | -           | -           | -           | 44     | 12     |
| 2017-2018           | Arsenal             | PL                  | 26         | 4          | FACup+CdL       | 0+2             | 0               | UEL                | 7                  | 1                  | CS          | 0           | 0           | 35     | 5      |
| 2018-2019           | Arsenal             | PL                  | 24         | 5          | FACup+CdL       | 1+0             | 0               | UEL                | 10                 | 1                  | -           | -           | -           | 35     | 6      |
| 2019-2020           | Arsenal             | PL                  | 18         | 1          | FACup+CdL       | 1+2             | 0               | UEL                | 2                  | 0                  | -           | -           | -           | 23     | 1      |
| 2020-gen. 2021      | Arsenal             | PL                  | 0          | 0          | FACup+CdL       | 0+0             | 0               | UEL                | 0                  | 0                  | CS          | -           | -           | 0      | 0      |
| Totale Arsenal      | Totale Arsenal      | Totale Arsenal      | 184        | 33         |                 | 21              | 2               |                    | 48                 | 9                  |             | 1           | 0           | 254    | 44     |
| gen.-giu. 2021      | Fenerbahçe          | SL                  | 10         | 0          | TK              | 1               | 0               | -                  | -                  | -                  | -           | -           | -           | 11     | 0      |
| 2021-2022           | Fenerbahçe          | SL                  | 22         | 8          | TK              | -               | -               | UEL                | 4                  | 1                  | -           | -           | -           | 24     | 9      |
| Totale Fenerbahce   | Totale Fenerbahce   | Totale Fenerbahce   | 32         | 8          |                 | 1               | 0               |                    | 4                  | 1                  |             | -           | -           | 37     | 9      |
| 2022-mar. 2023      | İstanbul Başakşehir | SL                  | 4          | 0          | TK              | 1               | 0               | UECL               | 2                  | 0                  | -           | -           | -           | 7      | 0      |
| Totale carriera     | Totale carriera     | Totale carriera     | 427        | 73         |                 | 57              | 8               |                    | 116                | 15                 |             | 5           | 1           | 605    | 97     |

### Cronologia presenze e reti in nazionale
| Cronologia completa delle presenze e delle reti in nazionale ― Germania | Cronologia completa delle presenze e delle reti in nazionale ― Germania | Cronologia completa delle presenze e delle reti in nazionale ― Germania | Cronologia completa delle presenze e delle reti in nazionale ― Germania | Cronologia completa delle presenze e delle reti in nazionale ― Germania | Cronologia completa delle presenze e delle reti in nazionale ― Germania | Cronologia completa delle presenze e delle reti in nazionale ― Germania | Cronologia completa delle presenze e delle reti in nazionale ― Germania |
| Data                                                                    | Città                                                                   | In casa                                                                 | Risultato                                                               | Ospiti                                                                  | Competizione                                                            | Reti                                                                    | Note                                                                    |
| ----------------------------------------------------------------------- | ----------------------------------------------------------------------- | ----------------------------------------------------------------------- | ----------------------------------------------------------------------- | ----------------------------------------------------------------------- | ----------------------------------------------------------------------- | ----------------------------------------------------------------------- | ----------------------------------------------------------------------- |
| 11-2-2009                                                               | Düsseldorf                                                              | Germania                                                                | 0 – 1                                                                   | Norvegia                                                                | Amichevole                                                              | -                                                                       | 78’                                                                     |
| 12-8-2009                                                               | Baku                                                                    | Azerbaigian                                                             | 0 – 2                                                                   | Germania                                                                | Qual. Mondiali 2010                                                     | -                                                                       | 84’                                                                     |
| 5-9-2009                                                                | Leverkusen                                                              | Germania                                                                | 2 – 0                                                                   | Sudafrica                                                               | Amichevole                                                              | 1                                                                       |                                                                         |
| 9-9-2009                                                                | Hannover                                                                | Germania                                                                | 4 – 0                                                                   | Azerbaigian                                                             | Qual. Mondiali 2010                                                     | -                                                                       |                                                                         |
| 10-10-2009                                                              | Mosca                                                                   | Russia                                                                  | 0 – 1                                                                   | Germania                                                                | Qual. Mondiali 2010                                                     | -                                                                       | 82’                                                                     |
| 14-10-2009                                                              | Amburgo                                                                 | Germania                                                                | 1 – 1                                                                   | Finlandia                                                               | Qual. Mondiali 2010                                                     | -                                                                       | 46’                                                                     |
| 18-11-2009                                                              | Gelsenkirchen                                                           | Germania                                                                | 2 – 2                                                                   | Costa d'Avorio                                                          | Amichevole                                                              | -                                                                       |                                                                         |
| 3-3-2010                                                                | Monaco di Baviera                                                       | Germania                                                                | 0 – 1                                                                   | Argentina                                                               | Amichevole                                                              | -                                                                       | 67’                                                                     |
| 29-5-2010                                                               | Budapest                                                                | Ungheria                                                                | 0 – 3                                                                   | Germania                                                                | Amichevole                                                              | -                                                                       | 46’                                                                     |
| 3-6-2010                                                                | Francoforte                                                             | Germania                                                                | 3 – 1                                                                   | Bosnia ed Erzegovina                                                    | Amichevole                                                              | -                                                                       | 80’                                                                     |
| 13-6-2010                                                               | Durban                                                                  | Germania                                                                | 4 – 0                                                                   | Australia                                                               | Mondiali 2010 - 1º turno                                                | -                                                                       | 12’ 74’                                                                 |
| 18-6-2010                                                               | Port Elizabeth                                                          | Germania                                                                | 0 – 1                                                                   | Serbia                                                                  | Mondiali 2010 - 1º turno                                                | -                                                                       | 70’                                                                     |
| 23-6-2010                                                               | Johannesburg                                                            | Ghana                                                                   | 0 – 1                                                                   | Germania                                                                | Mondiali 2010 - 1º turno                                                | 1                                                                       |                                                                         |
| 27-6-2010                                                               | Bloemfontein                                                            | Germania                                                                | 4 – 1                                                                   | Inghilterra                                                             | Mondiali 2010 - Ottavi di finale                                        | -                                                                       | 83’                                                                     |
| 3-7-2010                                                                | Città del Capo                                                          | Argentina                                                               | 0 – 4                                                                   | Germania                                                                | Mondiali 2010 - Quarti di finale                                        | -                                                                       |                                                                         |
| 7-7-2010                                                                | Durban                                                                  | Germania                                                                | 0 – 1                                                                   | Spagna                                                                  | Mondiali 2010 - Semifinale                                              | -                                                                       |                                                                         |
| 10-7-2010                                                               | Port Elizabeth                                                          | Uruguay                                                                 | 2 – 3                                                                   | Germania                                                                | Mondiali 2010 - Finale 3º posto                                         | -                                                                       | 90’                                                                     |
| 3-9-2010                                                                | Bruxelles                                                               | Belgio                                                                  | 0 – 1                                                                   | Germania                                                                | Qual. Euro 2012                                                         | -                                                                       | 88’                                                                     |
| 7-9-2010                                                                | Colonia                                                                 | Germania                                                                | 6 – 1                                                                   | Azerbaigian                                                             | Qual. Euro 2012                                                         | -                                                                       |                                                                         |
| 8-10-2010                                                               | Berlino                                                                 | Germania                                                                | 3 – 0                                                                   | Turchia                                                                 | Qual. Euro 2012                                                         | 1                                                                       | 89’                                                                     |
| 12-10-2010                                                              | Astana                                                                  | Kazakistan                                                              | 0 – 3                                                                   | Germania                                                                | Qual. Euro 2012                                                         | -                                                                       | 79’                                                                     |
| 9-2-2011                                                                | Dortmund                                                                | Germania                                                                | 1 – 1                                                                   | Italia                                                                  | Amichevole                                                              | -                                                                       |                                                                         |
| 26-3-2011                                                               | Kaiserslautern                                                          | Germania                                                                | 4 – 0                                                                   | Kazakistan                                                              | Qual. Euro 2012                                                         | -                                                                       |                                                                         |
| 29-5-2011                                                               | Hoffenheim                                                              | Germania                                                                | 2 – 1                                                                   | Uruguay                                                                 | Amichevole                                                              | -                                                                       | 46’                                                                     |
| 3-6-2011                                                                | Vienna                                                                  | Austria                                                                 | 1 – 2                                                                   | Germania                                                                | Qual. Euro 2012                                                         | -                                                                       | 86’                                                                     |
| 7-6-2011                                                                | Baku                                                                    | Azerbaigian                                                             | 1 – 3                                                                   | Germania                                                                | Qual. Euro 2012                                                         | 1                                                                       | 81’                                                                     |
| 2-9-2011                                                                | Gelsenkirchen                                                           | Germania                                                                | 6 – 2                                                                   | Austria                                                                 | Qual. Euro 2012                                                         | 2                                                                       |                                                                         |
| 11-10-2011                                                              | Dortmund                                                                | Germania                                                                | 3 – 1                                                                   | Belgio                                                                  | Qual. Euro 2012                                                         | 1                                                                       |                                                                         |
| 11-11-2011                                                              | Kiev                                                                    | Ucraina                                                                 | 3 – 3                                                                   | Germania                                                                | Amichevole                                                              | -                                                                       | 66’                                                                     |
| 15-11-2011                                                              | Amburgo                                                                 | Germania                                                                | 3 – 0                                                                   | Paesi Bassi                                                             | Amichevole                                                              | 1                                                                       |                                                                         |
| 29-2-2012                                                               | Brema                                                                   | Germania                                                                | 1 – 2                                                                   | Francia                                                                 | Amichevole                                                              | -                                                                       |                                                                         |
| 26-5-2012                                                               | Basilea                                                                 | Svizzera                                                                | 5 – 3                                                                   | Germania                                                                | Amichevole                                                              | -                                                                       | 46’                                                                     |
| 31-5-2012                                                               | Lipsia                                                                  | Germania                                                                | 2 – 0                                                                   | Israele                                                                 | Amichevole                                                              | -                                                                       |                                                                         |
| 9-6-2012                                                                | Leopoli                                                                 | Germania                                                                | 1 – 0                                                                   | Portogallo                                                              | Euro 2012 - 1º turno                                                    | -                                                                       | 87’                                                                     |
| 13-6-2012                                                               | Charkiv                                                                 | Paesi Bassi                                                             | 1 – 2                                                                   | Germania                                                                | Euro 2012 - 1º turno                                                    | -                                                                       | 81’                                                                     |
| 17-6-2012                                                               | Leopoli                                                                 | Danimarca                                                               | 1 – 2                                                                   | Germania                                                                | Euro 2012 - 1º turno                                                    | -                                                                       |                                                                         |
| 22-6-2012                                                               | Danzica                                                                 | Germania                                                                | 4 – 2                                                                   | Grecia                                                                  | Euro 2012 - Quarti di finale                                            | -                                                                       |                                                                         |
| 28-6-2012                                                               | Varsavia                                                                | Germania                                                                | 1 – 2                                                                   | Italia                                                                  | Euro 2012 - Semifinali                                                  | 1                                                                       |                                                                         |
| 15-8-2012                                                               | Francoforte                                                             | Germania                                                                | 1 – 3                                                                   | Argentina                                                               | Amichevole                                                              | -                                                                       | 69’                                                                     |
| 7-09-2012                                                               | Hannover                                                                | Germania                                                                | 3 – 0                                                                   | Fær Øer                                                                 | Qual. Mondiali 2014                                                     | 2                                                                       |                                                                         |
| 11-9-2012                                                               | Vienna                                                                  | Austria                                                                 | 1 – 2                                                                   | Germania                                                                | Qual. Mondiali 2014                                                     | 1                                                                       |                                                                         |
| 12-10-2012                                                              | Dublino                                                                 | Irlanda                                                                 | 1 – 6                                                                   | Germania                                                                | Qual. Mondiali 2014                                                     | 1                                                                       |                                                                         |
| 16-10-2012                                                              | Berlino                                                                 | Germania                                                                | 4 – 4                                                                   | Svezia                                                                  | Qual. Mondiali 2014                                                     | 1                                                                       |                                                                         |
| 6-2-2013                                                                | Saint-Denis                                                             | Francia                                                                 | 1 – 2                                                                   | Germania                                                                | Amichevole                                                              | -                                                                       |                                                                         |
| 22-3-2013                                                               | Astana                                                                  | Kazakistan                                                              | 0 – 3                                                                   | Germania                                                                | Qual. Mondiali 2014                                                     | -                                                                       |                                                                         |
| 26-3-2013                                                               | Norimberga                                                              | Germania                                                                | 4 – 1                                                                   | Kazakistan                                                              | Qual. Mondiali 2014                                                     | -                                                                       |                                                                         |
| 14-8-2013                                                               | Kaiserslautern                                                          | Germania                                                                | 3 – 3                                                                   | Paraguay                                                                | Amichevole                                                              | -                                                                       |                                                                         |
| 6-9-2013                                                                | Monaco di Baviera                                                       | Germania                                                                | 3 – 0                                                                   | Austria                                                                 | Qual. Mondiali 2014                                                     | -                                                                       |                                                                         |
| 10-9-2013                                                               | Tórshavn                                                                | Fær Øer                                                                 | 0 – 3                                                                   | Germania                                                                | Qual. Mondiali 2014                                                     | 1                                                                       |                                                                         |
| 11-10-2013                                                              | Colonia                                                                 | Germania                                                                | 3 – 0                                                                   | Irlanda                                                                 | Qual. Mondiali 2014                                                     | 1                                                                       |                                                                         |
| 15-10-2013                                                              | Solna                                                                   | Svezia                                                                  | 3 – 5                                                                   | Germania                                                                | Qual. Mondiali 2014                                                     | 1                                                                       |                                                                         |
| 15-11-2013                                                              | Milano                                                                  | Italia                                                                  | 1 – 1                                                                   | Germania                                                                | Amichevole                                                              | -                                                                       | 60’                                                                     |
| 5-3-2014                                                                | Stoccarda                                                               | Germania                                                                | 1 – 0                                                                   | Cile                                                                    | Amichevole                                                              | -                                                                       |                                                                         |
| 1-6-2014                                                                | Mönchengladbach                                                         | Germania                                                                | 2 – 2                                                                   | Camerun                                                                 | Amichevole                                                              | -                                                                       | 63’                                                                     |
| 6-6-2014                                                                | Magonza                                                                 | Germania                                                                | 6 – 1                                                                   | Armenia                                                                 | Amichevole                                                              | -                                                                       | 46’                                                                     |
| 16-6-2014                                                               | Salvador de Bahia                                                       | Germania                                                                | 4 – 0                                                                   | Portogallo                                                              | Mondiali 2014 - 1º Turno                                                | -                                                                       | 63’                                                                     |
| 21-6-2014                                                               | Fortaleza                                                               | Germania                                                                | 2 – 2                                                                   | Ghana                                                                   | Mondiali 2014 - 1º turno                                                | -                                                                       |                                                                         |
| 26-6-2014                                                               | Recife                                                                  | Stati Uniti                                                             | 0 – 1                                                                   | Germania                                                                | Mondiali 2014 - 1º turno                                                | -                                                                       | 89’                                                                     |
| 30-6-2014                                                               | Porto Alegre                                                            | Germania                                                                | 2 – 1 dts                                                               | Algeria                                                                 | Mondiali 2014 - Ottavi                                                  | 1                                                                       |                                                                         |
| 4-7-2014                                                                | Rio de Janeiro                                                          | Francia                                                                 | 0 – 1                                                                   | Germania                                                                | Mondiali 2014 - Quarti                                                  | -                                                                       | 83’                                                                     |
| 8-7-2014                                                                | Belo Horizonte                                                          | Brasile                                                                 | 1 – 7                                                                   | Germania                                                                | Mondiali 2014 - Semifinale                                              | -                                                                       |                                                                         |
| 13-7-2014                                                               | Rio de Janeiro                                                          | Argentina                                                               | 0 – 1                                                                   | Germania                                                                | Mondiali 2014 - Finale                                                  | -                                                                       | 120’                                                                    |
| 25-3-2015                                                               | Kaiserslautern                                                          | Germania                                                                | 2 – 2                                                                   | Australia                                                               | Amichevole                                                              | -                                                                       |                                                                         |
| 29-3-2015                                                               | Tbilisi                                                                 | Georgia                                                                 | 0 – 2                                                                   | Germania                                                                | Qual. Euro 2016                                                         | -                                                                       |                                                                         |
| 10-6-2015                                                               | Colonia                                                                 | Germania                                                                | 1 – 2                                                                   | Stati Uniti                                                             | Amichevole                                                              | -                                                                       |                                                                         |
| 13-6-2015                                                               | Faro                                                                    | Gibilterra                                                              | 0 – 7                                                                   | Germania                                                                | Qual. Euro 2016                                                         | -                                                                       |                                                                         |
| 4-9-2015                                                                | Francoforte                                                             | Germania                                                                | 3 – 1                                                                   | Polonia                                                                 | Qual. Euro 2016                                                         | -                                                                       |                                                                         |
| 7-9-2015                                                                | Glasgow                                                                 | Scozia                                                                  | 2 – 3                                                                   | Germania                                                                | Qual. Euro 2016                                                         | -                                                                       | 90+2’                                                                   |
| 8-10-2015                                                               | Dublino                                                                 | Irlanda                                                                 | 1 – 0                                                                   | Germania                                                                | Qual. Euro 2016                                                         | -                                                                       |                                                                         |
| 11-10-2015                                                              | Lipsia                                                                  | Germania                                                                | 2 – 1                                                                   | Georgia                                                                 | Qual. Euro 2016                                                         | -                                                                       |                                                                         |
| 26-3-2016                                                               | Berlino                                                                 | Germania                                                                | 2 – 3                                                                   | Inghilterra                                                             | Amichevole                                                              | -                                                                       |                                                                         |
| 29-3-2016                                                               | Monaco di Baviera                                                       | Germania                                                                | 4 – 1                                                                   | Italia                                                                  | Amichevole                                                              | 1                                                                       |                                                                         |
| 4-6-2016                                                                | Gelsenkirchen                                                           | Germania                                                                | 2 – 0                                                                   | Ungheria                                                                | Amichevole                                                              | -                                                                       |                                                                         |
| 12-6-2016                                                               | Lilla                                                                   | Germania                                                                | 2 – 0                                                                   | Ucraina                                                                 | Euro 2016 - 1º Turno                                                    | -                                                                       |                                                                         |
| 16-6-2016                                                               | Saint-Denis                                                             | Germania                                                                | 0 – 0                                                                   | Polonia                                                                 | Euro 2016 - 1º Turno                                                    | -                                                                       | 34’                                                                     |
| 21-6-2016                                                               | Parigi                                                                  | Irlanda del Nord                                                        | 0 – 1                                                                   | Germania                                                                | Euro 2016 - 1º Turno                                                    | -                                                                       |                                                                         |
| 26-6-2016                                                               | Lilla                                                                   | Germania                                                                | 3 – 0                                                                   | Slovacchia                                                              | Euro 2016 - Ottavi di finale                                            | -                                                                       |                                                                         |
| 2-7-2016                                                                | Bordeaux                                                                | Germania                                                                | 1 – 1 dts (6 – 5 dtr)                                                   | Italia                                                                  | Euro 2016 - Quarti di finale                                            | 1                                                                       |                                                                         |
| 7-7-2016                                                                | Marsiglia                                                               | Germania                                                                | 0 – 2                                                                   | Francia                                                                 | Euro 2016 - Semifinali                                                  | -                                                                       | 45+1’                                                                   |
| 31-8-2016                                                               | Mönchengladbach                                                         | Germania                                                                | 2 – 0                                                                   | Finlandia                                                               | Amichevole                                                              | 1                                                                       | 63’                                                                     |
| 4-9-2016                                                                | Oslo                                                                    | Norvegia                                                                | 0 – 3                                                                   | Germania                                                                | Qual. Mondiali 2018                                                     | -                                                                       |                                                                         |
| 8-10-2016                                                               | Amburgo                                                                 | Germania                                                                | 3 – 0                                                                   | Rep. Ceca                                                               | Qual. Mondiali 2018                                                     | -                                                                       |                                                                         |
| 11-10-2016                                                              | Hannover                                                                | Germania                                                                | 2 – 0                                                                   | Irlanda del Nord                                                        | Qual. Mondiali 2018                                                     | -                                                                       | 46’                                                                     |
| 26-3-2017                                                               | Baku                                                                    | Azerbaigian                                                             | 1 – 4                                                                   | Germania                                                                | Qual. Mondiali 2018                                                     | -                                                                       | 61’                                                                     |
| 1-9-2017                                                                | Praga                                                                   | Rep. Ceca                                                               | 1 – 2                                                                   | Germania                                                                | Qual. Mondiali 2018                                                     | -                                                                       |                                                                         |
| 4-9-2017                                                                | Stoccarda                                                               | Germania                                                                | 6 – 0                                                                   | Norvegia                                                                | Qual. Mondiali 2018                                                     | 1                                                                       |                                                                         |
| 11-11-2017                                                              | Londra                                                                  | Inghilterra                                                             | 0 – 0                                                                   | Germania                                                                | Amichevole                                                              | -                                                                       |                                                                         |
| 14-11-2017                                                              | Colonia                                                                 | Germania                                                                | 2 – 2                                                                   | Francia                                                                 | Amichevole                                                              | -                                                                       |                                                                         |
| 23-3-2018                                                               | Düsseldorf                                                              | Germania                                                                | 1 – 1                                                                   | Spagna                                                                  | Amichevole                                                              | -                                                                       |                                                                         |
| 2-6-2018                                                                | Klagenfurt                                                              | Austria                                                                 | 2 – 1                                                                   | Germania                                                                | Amichevole                                                              | 1                                                                       | 76’                                                                     |
| 17-6-2018                                                               | Mosca                                                                   | Germania                                                                | 0 – 1                                                                   | Messico                                                                 | Mondiali 2018 - 1º turno                                                | -                                                                       |                                                                         |
| 27-6-2018                                                               | Kazan'                                                                  | Corea del Sud                                                           | 2 – 0                                                                   | Germania                                                                | Mondiali 2018 - 1º turno                                                | -                                                                       |                                                                         |
| Totale                                                                  |                                                                         | Presenze                                                                | 92                                                                      |                                                                         | Reti                                                                    | 23                                                                      |                                                                         |

## Palmarès

### Club
- Coppa di Germania: 1

Werder Brema: 2008-2009
- Coppa di Spagna:

Real Madrid: 2010-2011
- Campionato spagnolo: 1

Real Madrid: 2011-2012
- Supercoppa di Spagna: 1

Real Madrid: 2012
- Coppa d'Inghilterra: 4

Arsenal: 2013-2014, 2014-2015, 2016-2017, 2019-2020
- Community Shield: 4

Arsenal: 2014, 2015, 2017, 2020

### Nazionale
- Campionato d'Europa Under-21: 1

Svezia 2009
- Campionato mondiale: 1

Brasile 2014

### Individuale
- Selezione UEFA dell'Europeo Under-21: 1

Svezia 2009
- Europei Top 11: 1

Polonia-Ucraina 2012
- Squadra dell'anno UEFA: 2

2012, 2013
- Miglior assistman del Campionato mondiale di calcio: 1

2010 (3 assist a pari merito con Thomas Müller, Bastian Schweinsteiger, Kaká e Dirk Kuyt)
- All-Time XI dell'Europeo Under-21: 1

2015
- Calciatore dell'anno in Germania: 1

2017